# Корольов Юрій Олександрович
Корольов Юрій Олександрович (нар. 09 червня 1988 р., м. Львів, Львівської області, УРСР)  — український співак, автор пісень, благодійник, інженер, юрист ,генетик, астроном, продюсер, підприємець український науковець.

## Життєпис

### Освіта
Закінчив Академію митної служби України, Дніпро (2010) за спеціальністю «Міжнародна економіка», здобувши кваліфікацію спеціаліста з економіки. Закінчив Дніпропетровський національний університет імені Олеся Гончара, Дніпро (2012) за спеціальністю «Правознавство», здобувши кваліфікацію спеціаліста юриста. В 2014 році захистив дисертацію за темою «Правовий механізм реалізації адміністративно-правового статусу службовців Національного банку України » здобувшфи ступінь кандидата юридичних наук.